# Martin Josef Říha
Martin Josef Říha (11. listopad 1839, Oslov u Písku – 7. únor 1907, České Budějovice) byl římskokatolický teolog a šestý biskup českobudějovický (1885–1907). Je pohřben na hřbitově svaté Otýlie (odd. VIII) v Českých Budějovicích.

## Život a působení
Pocházel z rolnické rodiny. Vystudoval písecké gymnázium, poté studoval teologii na českobudějovickém biskupském semináři, po vysvěcení na kněze (27.7.1862), dělal kaplana v Kovářově a v letech 1864—1869 pokračoval ve studiích ve vídeňském Frintaneu. Dne 11.7.1869 získal doktorát teologie. Od roku 1871 učil na českobudějovickém biskupském semináři morálku a pedagogiku. Dne 6.9.1885 byl vysvěcen na biskupa českobudějovické diecéze. V roce 1887 schválil stanovy diecézní řeholní společnosti Kongregace sester Nejsvětější Svátosti a v roce 1888 stanovy diecézní řeholní společnosti Kongregace bratří Nejsvětější Svátosti.